# Rio Fiezel
O Rio Fiezel é um rio da Romênia, afluente do Sălăuţa, localizado no distrito de Bistriţa-Năsăud.